# Tatjana Pavlić
Tatjana Pavlić (Tuzla, 10 marzo 1956) è un'ex cestista jugoslava.

## Carriera
Con la Jugoslavia ha disputato i Campionati europei del 1976.